# Marie Solange Pagonendji-Ndakala
Marie Solange Pagonendji-Ndakala est une femme politique centrafricaine.
En août 2009, lors du congrès fondateur du convergence nationale – Kwa Na Kwa, elle est élue vice-présidente du parti. Elle occupe le ministère de la Famille, des Affaires sociales et de la Solidarité nationale lors de plusieurs gouvernements successifs, aux côtés des Premiers ministres Élie Doté puis Faustin-Archange Touadéra.